# Ted a’Beckett
Edward Lambert „Ted“ a’Beckett (* 11. August 1907 in Melbourne; † 2. Juni 1989 in Terang, Corangamite Shire) war ein australischer Cricketspieler.
A’Beckett spielte zwischen 1928 und 1931 vier Tests für Australien. Außerdem trat er in 47 First-Class-Spielen für den Bundesstaat Victoria an.
Zudem spielte a’Beckett, der von Beruf Rechtsanwalt im Status eines Solicitors war, auch Australian Football, bevor er eine ernsthafte Kopfverletzung erlitt. Nach seinem Karriereende beteiligte er sich in der Verwaltung der Victoria Amateur Football Association.

## Weblink
- Lebensgeschichte und Spielerstatistik von Ted a’Beckett (engl.)

| Personendaten    | Personendaten                |
| ---------------- | ---------------------------- |
| NAME             | Beckett, Ted a’              |
| ALTERNATIVNAMEN  | Beckett, Edward Lambert a’   |
| KURZBESCHREIBUNG | australischer Cricketspieler |
| GEBURTSDATUM     | 11. August 1907              |
| GEBURTSORT       | Melbourne                    |
| STERBEDATUM      | 2. Juni 1989                 |
| STERBEORT        | Terang                       |